# Abadía territorial de Nueva Nursia
El abadía territorial de Nueva Nursia (en latín: Abbatia Territorialis Novae Nursiae y en inglés: Territorial Abbey of New Norcia) fue una circunscripción eclesiástica de la Iglesia católica en Australia. Se trataba de una abadía territorial latina, inmediatamente sujeta a la Santa Sede. Fue suprimida el 12 de marzo de 1982.

## Territorio y organización

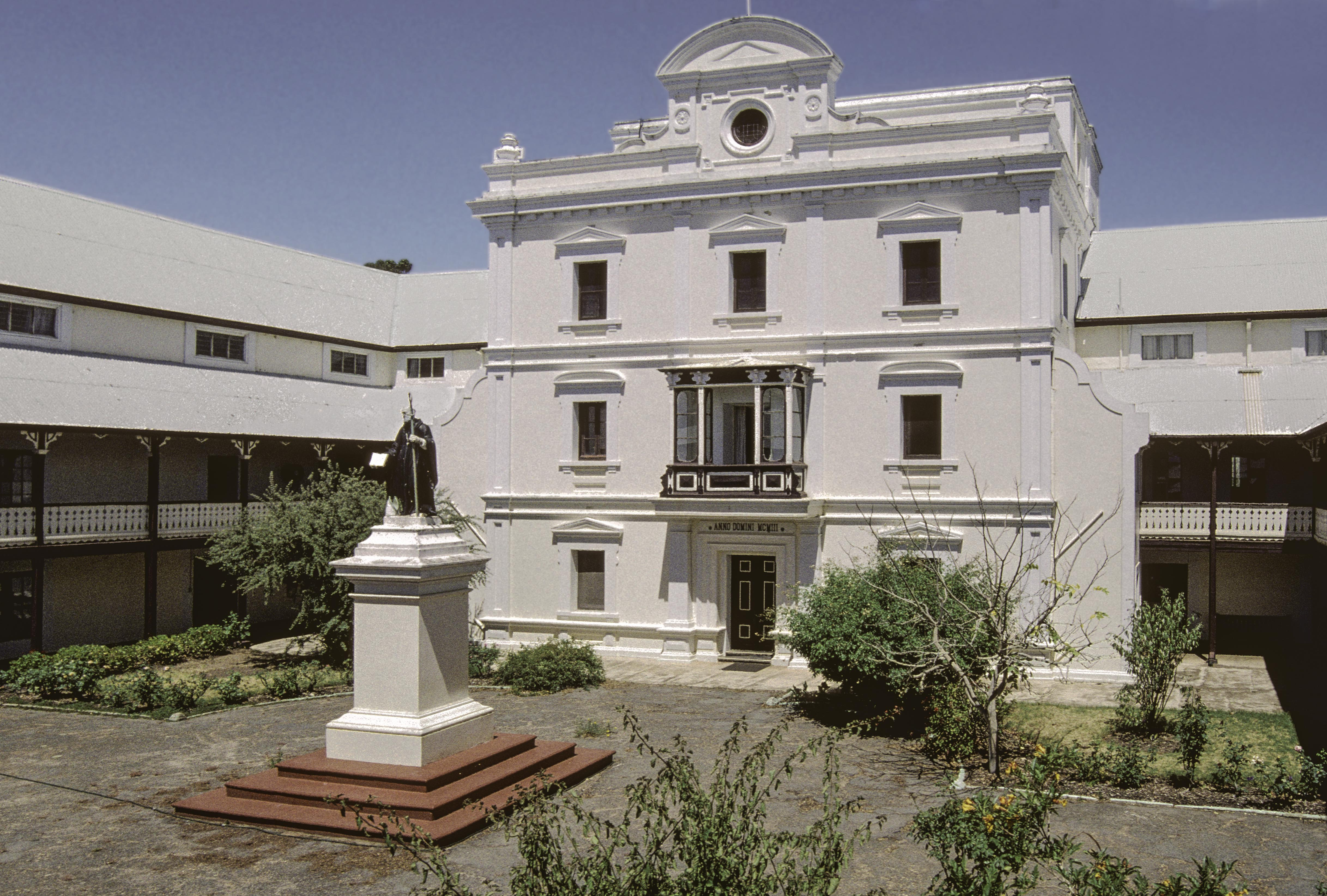
Abadía benedictina de Nueva Nursia

La abadía territorial extendía su jurisdicción sobre los fieles católicos de rito latino residentes en los límites de la abadía de Nueva Nursia (al momento de su supresión), ubicada en la región de Wheatbelt en el estado de Australia Occidental.

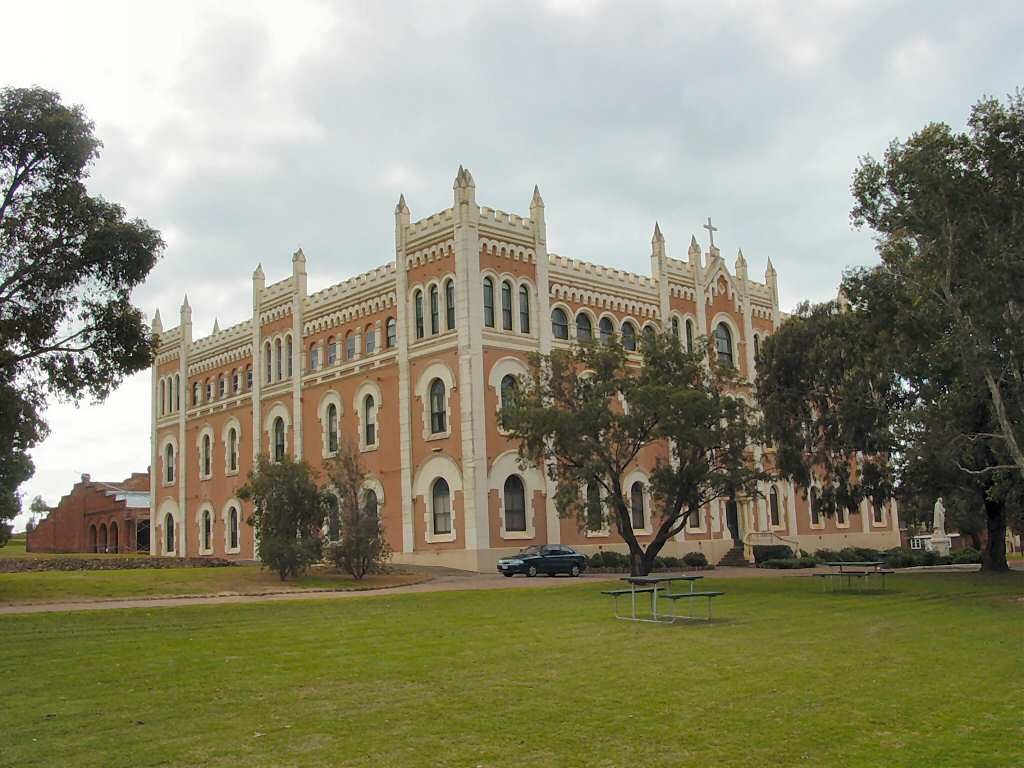
Colegio de San Ildefonso, fundado en 1913

La sede de la abadía territorial se encontraba en la ciudad de Nueva Nursia, en donde se halla la abadía de Nueva Nursia, que era la procatedral, y hoy pertenece a la arquidiócesis de Perth.
En 1980 en la abadía territorial existía una parroquia: Nueva Nursia.

## Historia
El 1 de marzo de 1847 los benedictinos españoles Rosendo Salvado y José María Benito Serra fundaron la abadía de Nueva Nursia con el propósito de evangelizar a los aborígenes de Australia Occidental.
La abadía territorial fue erigida por el papa Pío IX el 12 de marzo de 1867 mediante el breve Relatum est, tomando su territorio de la diócesis de Perth (hoy arquidiócesis de Perth).
Desde 1910 los abades de Nueva Nursia fueron también superiores de la misión sui iuris de Drysdale River, hasta su supresión e incorporación a la diócesis de Broome en 1980.
El 21 de octubre de 1959 el papa Juan XXIII declaró a Nuestra Señora del Buen Consejo y a san Benito de Nursia patronos de la abadía territorial, mediante la carta apostólica Beatam Mariam Virginem.
El 19 de febrero de 1960 entregó la parroquia de Southern Cross a la arquidiócesis de Perth mediante el decreto Ad bonum animarum.
El 21 de septiembre de 1971, mediante el decreto Quo in Monasterio de la Congregación de Propaganda Fide, todas las parroquias de la abadía territorial, con excepción de la de Nueva Nursia, fueron cedidas a la arquidiócesis de Perth.
El 12 de marzo de 1982 la abadía perdió el privilegio de territorialidad y la parroquia de Nueva Nursia también fue agregada al territorio de la arquidiócesis de Perth mediante el decreto Cum diuturnus recolatur.

## Estadísticas
Según el Anuario Pontificio 1981 la diócesis tenía a fines de 1980 un total de 400 fieles bautizados.
| Año                                                                             | Población            | Población | Población      | Sacerdotes | Sacerdotes    | Sacerdotes    | Bautizados por sacerdote | Diáconos permanentes | Religiosos | Religiosos | Parroquias |
| Año                                                                             | Bautizados católicos | Total     | % de católicos | Total      | Clero secular | Clero regular | Bautizados por sacerdote | Diáconos permanentes | Varones    | Mujeres    | Parroquias |
| ------------------------------------------------------------------------------- | -------------------- | --------- | -------------- | ---------- | ------------- | ------------- | ------------------------ | -------------------- | ---------- | ---------- | ---------- |
| 1950                                                                            | 2590                 | 15 500    | 16.7           | 29         | 3             | 26            | 89                       |                      | 61         | 45         | 8          |
| 1966                                                                            | 3171                 | 16 000    | 19.8           | 30         | 8             | 22            | 105                      |                      | 47         | 40         | 8          |
| 1970                                                                            | 3720                 | 16 950    | 21.9           | 25         | 5             | 20            | 148                      |                      | 41         | 33         | 9          |
| 1980                                                                            | 400                  | 2020      | 19.8           | 10         |               | 10            | 40                       |                      | 22         |            | 1          |
| Fuente: Catholic-Hierarchy, que a su vez toma los datos del Anuario Pontificio. |                      |           |                |            |               |               |                          |                      |            |            |            |

## Episcopologio
- P. Rosendo Salvado, O.S.B. † (12 de marzo de 1867-29 de diciembre de 1900 falleció)
- P. Fulgentius Antonio Torres, O.S.B. † (2 de octubre de 1902-5 de octubre de 1914 falleció)
- P. Anselmo Catalán, O.S.B. † (12 de octubre de 1914-1951 renunció)
- P. Gregory Gomez, O.S.B. † (7 de julio de 1951-18 de diciembre de 1973 renunció)
- P. Bernard Rooney, O.S.B. (31 de marzo de 1974-15 de junio de 1980 renunció)
  - P. Justin Bruce, O.S.B. † (?-12 de marzo de 1982 cesado) (administrador apostólico)